# Space (альбом Джимми Коти)
«Space» — сольный, концептуальный альбом Джимми Коти (The KLF) о воображаемом космическом путешествии по солнечной системе в стиле Ambient House, вышедший в свет 16 июля 1990 года, сразу после выхода первого студийного альбома The KLF «Chill Out». Изначально предполагалось выпустить «Space» как дебютный альбом «The Orb».

## Создание альбома
В 1988 году после ряда успешных диджей-сетов и выступлений в чиллаут-зале «Land Of Oz» лондонского ночного клуба «Heaven» Джимми Коти (The KLF) и Алекс Патерсон (основатель лейбла WAU! Mr. Modo Recordings) решают создать новый проект «The Orb».
После записи двух синглов в январе 1990 года Джимми и Алекс решают записать тройной LP под названием «Loving You», состоящий из переработанных версий сингла «A Huge Ever Growing Pulsating Brain That Rules From The Centre Of The Ultraworld», а также ещё один двойной LP под названием «Space». Альбом создавался в «Trancentral», духовном доме и студии «KLF». Когда большая часть альбома уже была готова, звукозаписывающий лейбл «Big Life Records» предложил выпустить альбом под своим логотипом. Но Джимми Коти предпочел, чтобы «The Orb» выпускал свою музыку на лейбле «KLF Communications», тогда как Патерсон не хотел, чтобы «The Orb» стал побочным проектом Джимми Коти и Билла Драммонда («The KLF»), после чего в апреле того же 1990 года Джимми Коти пришлось расстаться с Алексом Патерсоном и «The Orb», удалив весь вклад Патерсона из альбома. Уже на следующий день «Space» стал сольным альбомом Джимми Коти и в июле вышел на лейбле «KLF Communications».

## Содержание
Также как и культовый альбом «Chill Out», «Space» переносит слушателя в путешествие, только на этот раз путешествие по солнечной системе, от Меркурия до Плутона. Гигантские расстояния пустого и холодного космического пространства между мирами, представленные периодами минималистской атмосферы и почти полной тишины.
На протяжении всего альбома слышны синтезаторные проигрыши, отрывки из классических произведений, детские стихи и английская колыбельная песня «Twinkle Twinkle Little Star», синусоидальные петли и сообщения от специалистов космического центра, следящих за безопасностью полёта.

Это была импровизация на космическую тему, все было сделано на синтезаторе «Oberheim». Также использовалось множество различных семплов. Несколько действительно хороших классических битов с глубоким звучанием, и все они были семплированы и зациклены. Я начал в понедельник утром, и к пятнице все было готово.

## Версии и бутлеги
Как и многие другие издания «KLF Communications», «Space» никогда не лицензировался и не переиздавался в других странах и других лейблах, поэтому является очень большой редкостью. Музыкальные отголоски его дарк-эмбиентных оттенков можно услышать в нескольких совместных релизах «The KLF», включая ремикс «It Must Be Obvious» от «Pet Shop Boys», а также саундтреки к «Waiting» и «The Rites of Mu», и единственный эмбиентный ремикс (Virtual Reality Mix) к их главному хиту «What Time Is Love?». Но сам альбом стоит особняком как единственное сольное выступление Джимми Коти.
Неудивительно, что на протяжении многих лет альбом производился нелегально. Первый бутлег был выпущен на компакт-диске в 1993 году в Великобритании. Вероятно, подделку хотели выдать за оригинал, но при копировании полиграфии было допущено несколько ошибок. С 1994 по 1996 год бутлеги выпускались как на компакт-дисках, так и на компакт-кассетах, большей частью вместе с культовым альбомом «Chill Out». В 2000 году нидерландские бутлегеры выпустили «Space» на виниле большим тиражом, наравне с другими релизами «The KLF» (SPACELP1, JAMSLP1, JAMSLP3, JAMSLP5 и KLF8R). Все эти поддельные издания продавались в лондонском магазине «Sister Ray Records» по цене 20 фунтов стерлингов за пластинку.
С тех пор «Space» больше не подделывался из-за того, что большая часть бутлегов оказалась не распродана и сейчас лежит мёртвым грузом в интернет-магазинах.

## Нептун, Земля и «Плот Медузы»
Как и во всех остальных изданиях «KLF Communications», Джимми Коти сам создавал дизайн обложек. Исключением не стал и его сольный альбом «Space». Очень красивый буклет, напоминающий очередной арт-проект Джимми Коти, содержал монтаж изображений, включая фотографии Нептуна, сделанные в августе 1989 года космическим зондом «Вояджер-2», Земли и астронавта Брюса Маккэндлесса, который совершил первый самостоятельный выход в открытый космос с космического корабля «Спейс шаттл» «Челленджер» в 1984 году. В левом нижнем углу изображён фрагмент картины французского художника Теодора Жерико «Плот „Медузы“» на которой жертвы крушения фрегата «Медуза», одетые в футболки с логотипом KLF, борются за жизнь со штормом. На заднем вкладыше (инлей), на фоне «Красной планеты» красуется всё тот же Брюс Маккэндлесс.

## Список композиций
Британское оригинальное издание альбома, изданное лейблом «KLF Communications» в 1990 году. Произведёно компанией «PDO Discs Ltd». Несмотря на то, что альбом записан одной дорожкой длительностью 38 минуты 22 секунды, треклист содержит названия фрагментов, разделяемых тишиной.
1. "Mercury"
2. "Venus"
3. "Mars"
4. "Jupiter"
5. "Saturn"
6. "Uranus"
7. "Neptune"
8. "Pluto"